# Kościół Podwyższenia Krzyża Świętego i św. Herberta w Katowicach
Kościół Podwyższenia Krzyża Świętego i św. Herberta w Katowicach – rzymskokatolicki kościół parafialny pod wezwaniem Podwyższenia Krzyża Świętego i św. Herberta przy ul. Barlickiego w katowickiej dzielnicy Osiedle Witosa.
Odpust przypada w trzecią niedzielę września.

## Historia
Powstanie parafii i wybudowanie kościoła na Osiedlu Witosa było jednym z postulatów protestujących górników katowickiej Kopalni Węgla Kamiennego „Kleofas”. Kamień węgielny poświęcił papież św. Jan Paweł II w Rzymie 10 października 1982 roku. Budowę kościoła rozpoczęto w 1984 roku. Autorami projektu byli architekci Janusz Grzegorzak, Janusz Rak, Tadeusz Szczęsny. Wystrój wnętrza zaprojektowali i wykonali artyści Piotr i Ewa Kłoskowie. Budowę ukończono w 1992 roku. Świątynię poświęcił abp Damian Zimoń 16 maja 1993 roku. Poświęcenia dolnego kościoła dokonał bp Gerard Bernacki 17 grudnia 1993 roku. W mensie ołtarzowej znajdują się relikwie świętych męczenników Tymoteusza i Wiktoryny. W 1994 roku w kościele umieszczono figury św. Barbary i św. Maksymiliana Kolbego.